# Белгородская провинция
Белгородская провинция — одна из провинций Российской империи. Центр — город Белгород.
Белгородская провинция была образована в составе Киевской губернии по указу Петра I «Об устройстве губерний и об определении в оныя правителей» в 1719 году. В состав провинции были включены города Белгород, Алешня, Болховец, Валуйки, Вольной, Карпов, Короча, Курск, Мирополье, Нежегольск, Новый Оскол, Обоянь, Палатов, Салтов, Старый Оскол, Суджа, Тополи, Хотмыжск, Чугуев, Яблонов. По ревизии 1710 года в провинции насчитывалось 25,6 тысячи дворов.
В 1727 году Белгородская провинция была включена в состав новой Белгородской губернии.
В ноябре 1775 года деление губерний на провинции было отменено.